# Whitehorse International Airport
 Whitehorse International Airport is een luchthaven in Whitehorse, de hoofdstad van Yukon in Canada. De luchthaven ligt vlak bij het stadscentrum van Whitehorse. Ze wordt uitgebaat door het gouvernement van Yukon Territory. Op 15 december 2008 gaf die aan de luchthaven officieel de naam Erik Nielsen Whitehorse International Airport, ter ere van Erik Nielsen (1924-2008), die lange tijd parlementslid was voor Yukon. Nabij het parkeerterrein van de luchthaven staat een Douglas DC-3 die dienstdoet als windwijzer.
De luchthaven is de thuisbasis van Air North. Air Canada en First Air voeren lijnvluchten uit op de luchthaven, en Condor Flugdienst heeft chartervluchten naar Whitehorse tijdens het toeristisch seizoen. Daarnaast wordt de luchthaven gebruikt door vele kleinere chartermaatschappijen en bushpiloten. Ze is ook een basis voor waterbommenwerpers.
In 2009 verwerkte de luchthaven 27.663 vliegtuigbewegingen en 228.693 passagiers.

## Luchtvaartmaatschappijen en Bestemmingen
- Air Canada - Vancouver
- Air Canada Jazz - Vancouver; Calgary (seizoensgebonden)
- Air North - Calgary, Dawson City, Edmonton, Fairbanks, Inuvik, Old Crow, Vancouver; Las Vegas, Victoria, Kelowna (charters)
- Condor - Frankfurt (seizoensgebonden)
- Swiss International Airlines (uitgevoerd door Edelweiss Air) - Zürich (seizoensgebonden, vanaf 30 mei)